# The Sims 2: Стиль H&M
The Sims 2: Стиль H&M (англ. H&M Fashion Stuff) — каталог, выпущенный к симулятору жизни The Sims 2 в рамках сотрудничества с домом моды H&M. Каталог добавлял коллекцию виртуальной одежды, включая короткие, повседневные платья, платья, яркие рубашки, аксессуары. Также в игру были добавлены предметы розничной торговли, в том числе манекены, вешалки, примерочные и кассовые аппараты для того, чтобы построить магазин одежды или подиум. 

## Продвижение и выпуск
Ещё до выпуска каталога, у The Sims 2 сформировалась крупная фанатская аудитория, в том числе и множество дизайнеров, создававших цифровые версии модных костюмов для симов. В рамках создания и выпуска каталога «Стиль H&M», EA Games в сотрудничестве с H&M задумала организовать конкурс для дизайнеров, чтобы подогреть интерес как к игре, так и к бренду.. 
EA и H&M запустили сайт TheSims2FashionRunway.com, куда пользователи могли загрузить свои цифровые версии модных костюмов и принять участие в конкурсе, костюмы игроков демонстрировались на виртуальном подиуме через трансляцию, организованную Yahoo!. Самые лучшие наряды демонстрировались на финальном показе. Дизайнеры H&M рассматривали возможность включить цифровые костюмы в свою будущую коллекцию. За время конкурса, на сайт свои работы загрузили более 1000 любителей и начинающих дизайнеров. За работы проголосовало более 100000 тысяч человек, за шесть недель сайт посетили 500 миллионов раз. 
Выигравший конкурс наряд в итоге был включён в следующую коллекцию H&M и был выпущен в 1000 магазинах H&M по всему миру. В Северной Америке наряд был доступен для покупки с 31 июля 2008 года, а за её пределами, в Великобритании, Швеции, Нидерландах, Бельгии, Франции, Германии, Гонконге и Китае — с 6 июля 2008 года. Наряд можно было узнать по особой бирке и вывеской The Sims 2. 
Каталог «Стиль H&M» стал одним из первых примеров сотрудничества дома моды, издателя компьютерной игры и создателей модного цифрового контента. 
Выпуск каталога состоялся 5 июня 2007 года. В Австралии каталог в первую неделю после выпуска занял третье место по продажам среди компьютерных игр для ПК.

## Критика
| Иноязычные издания | Иноязычные издания |
| Издание            | Оценка             |
| ------------------ | ------------------ |
| Game Chronicles    | [ 9 ]              |
| AceGamez           | 9,8/10             |
| Gamers Temple      | 70 %               |
| GameZone           | 65%                |
| PC Gamer UK        | 55%                |
| PC Zone UK         | 5%                 |

Обозреватель AceGamez назвал «Стиль H&M» великолепным дополнением, которые оценят игроки The Sims 2. Обозреватель GameZone также назвал каталог достойным дополнением, но не новаторским для франшизы.
Критик Game Chronicles оценил показанную в каталоге коллекцию модной и причудливой одежды и с сарказмом заметил, что «даже мужчинами не полностью пренебрегли». Оценивая добавленные предметы, критик заметил, что в них угадывается фирменный стиль H&M. Комментируя заявленную в промо-материалах возможность устраивать подиумы, рецензент упрекнул каталог в отсутствии данной возможности, кроме возможности построить нефункциональный подиум, также он счёл цену в 20 долларов неоправданно высокой. 
Сдержанную оценку оставил журналист PC Gamer UK, упрекнув за отсутствие нововведений помимо «стильного клеша для вашего сима». Представитель PC Zone UK назвал каталог «полным отстоем».